# 金钟街道 (会泽县)
金钟街道，是中华人民共和国云南省曲靖市会泽县下辖的一个街道办事处。
2013年10月20日，云南省人民政府批复同意撤销金钟镇，设立金钟街道、古城街道、宝云街道。2019年4月1日，曲靖市人民政府批准金钟街道析置为金钟、以礼、钟屏3个街道。

## 行政区划
金钟街道下辖以下地区：
龙潭社区、金钟社区、石鼓村、乌龙村、竹园村、麦地村和三家塘村。